# Manchester City Football Club 2000-2001
Nella stagione 2000-2001 il Manchester City ha partecipato alle tre maggiori competizioni del campionato inglese. Nella Premier League, massimo campionato, giunse 18° e quindi retrocesse. Nella FA Cup e nella Football League Cup venne eliminato in entrambi i casi al 5º turno.

## Team kit
Lo sponsor tecnico fu Le Coq Sportif mentre il main sponsor fu Eidos Interactive.
| Manica sinistra · Manica sinistra · Maglietta · Maglietta · Manica destra · Manica destra · Pantaloncini · Pantaloncini · Calzettoni · Calzettoni |
| Casa |

| Manica sinistra · Maglietta · Maglietta · Manica destra · Pantaloncini · Pantaloncini · Calzettoni · Calzettoni |
| Trasferta |

| Manica sinistra · Manica sinistra · Maglietta · Maglietta · Manica destra · Manica destra · Pantaloncini · Pantaloncini · Calzettoni · Calzettoni |
| Third |

## Rosa
Rosa della prima squadra
| N. |                             | Ruolo | Calciatore         |
| -- | --------------------------- | ----- | ------------------ |
| 1  | Inghilterra (bandiera)      | P     | Nicky Weaver       |
| 3  | Inghilterra (bandiera)      | D     | Richard Edghill    |
| 4  | Paesi Bassi (bandiera)      | C     | Gerard Wiekens     |
| 5  | Scozia (bandiera)           | D     | Andy Morrison      |
| 6  | Irlanda del Nord (bandiera) | C     | Kevin Horlock      |
| 7  | Inghilterra (bandiera)      | D     | Spencer Prior      |
| 9  | Scozia (bandiera)           | A     | Paul Dickov        |
| 10 | Bermuda (bandiera)          | A     | Shaun Goater       |
| 11 | Inghilterra (bandiera)      | C     | Terry Cooke        |
| 12 | Russia (bandiera)           | C     | Andrei Kanchelskis |
| 14 | Galles (bandiera)           | A     | Gareth Taylor      |
| 15 | Norvegia (bandiera)         | D     | Alf-Inge Håland    |
| 16 | Scozia (bandiera)           | D     | Paul Ritchie       |
| 17 | Irlanda del Nord (bandiera) | C     | Jim Whitley        |
| 18 | Irlanda del Nord (bandiera) | C     | Jeff Whitley       |
| 19 | Australia (bandiera)        | C     | Danny Tiatto       |
| 20 | Inghilterra (bandiera)      | P     | Carlo Nash         |
| 21 | Inghilterra (bandiera)      | A     | Darren Huckerby    |

| N. |                          | Ruolo | Calciatore            |  |
| -- | ------------------------ | ----- | --------------------- |  |
| 22 | Irlanda (bandiera)       | D     | Richard Dunne         |  |
| 23 | Costa Rica (bandiera)    | A     | Paulo Wanchope        |  |
| 24 | Inghilterra (bandiera)   | D     | Steve Howey           |  |
| 26 | Irlanda (bandiera)       | P     | Richard McKinney      |  |
| 27 | Norvegia (bandiera)      | A     | Egil Østenstad        |  |
| 28 | Inghilterra (bandiera)   | C     | Tony Grant            |  |
| 29 | Inghilterra (bandiera)   | C     | Shaun Wright-Phillips |  |
| 30 | Inghilterra (bandiera)   | P     | Steven Hodgson        |  |
| 31 | Francia (bandiera)       | D     | Laurent Charvet       |  |
| 32 | Inghilterra (bandiera)   | A     | Leon Mike             |  |
| 33 | Nuova Zelanda (bandiera) | A     | Chris Killen          |  |
| 34 | Irlanda (bandiera)       | C     | Mark Kennedy          |  |
| 35 | Irlanda (bandiera)       | P     | Brian Murphy          |  |
| 36 | Inghilterra (bandiera)   | D     | Danny Granville       |  |
| 37 | Canada (bandiera)        | C     | Terry Dunfield        |  |
| 38 | Galles (bandiera)        | D     | Rhys Day              |  |
| 39 | Nigeria (bandiera)       | C     | Dickson Etuhu         |  |
| 40 | Inghilterra (bandiera)   | C     | Chris Shuker          |  |